# Giáo phận Barentu
Giáo phận Barentu, Eritrea (tiếng Latinh: Eparchia Barentuanus) là một giáo phận Công giáo nằm ở thị trấn Barentu ở Eritrea. Nó là một phần của giáo tỉnh Asmara.

## Lịch sử
Vào ngày 21 tháng 12 năm 1995, Đức Giáo hoàng Gioan Phaolô II đã thành lập giáo phận đông phương của Barentu từ giáo phận đông phương của Asmara và nó đã trở thành một phó giám mục của giáo Archeparchy Ethiopia của Addis Abeba. Với sự thành lập Giáo hội Công giáo tự trị sui iuris ở Eritrea của Giáo hoàng Phanxicô vào tháng 1 năm 2015, Giáo phận đã trở thành một phần của Công giáo Eritrea của Asmara.

## Pháp lệnh
- Luca Milesi, O.F.M. Cap. (21 tháng 12 năm 1995 - 4 tháng 10 năm 2001)
- Thomas Osman, OFM Cap. (4 tháng 10 năm 2001 - nay)